# Avia B-122

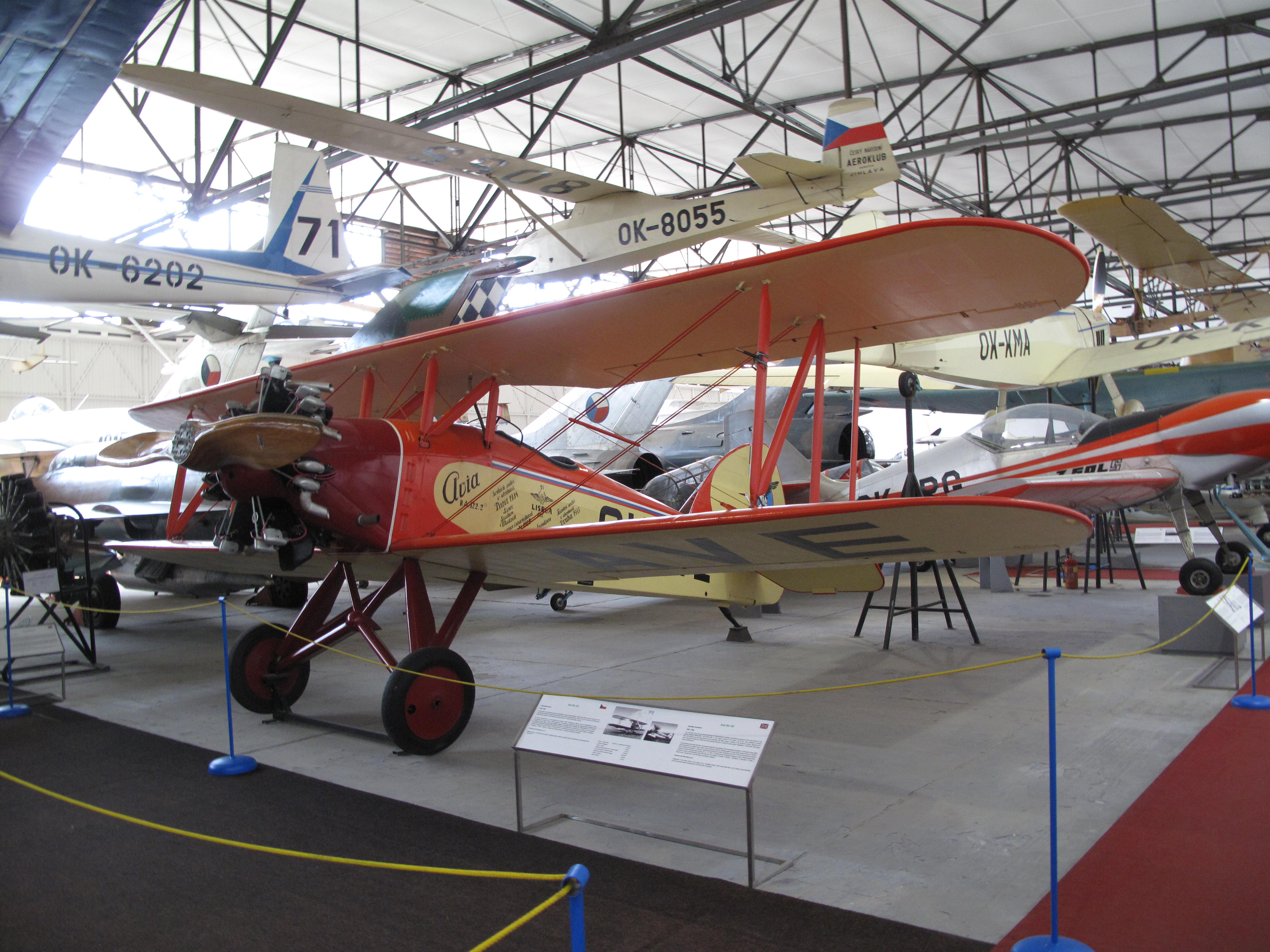
Avia B-122

De Avia B-122 Vosa (het Tsjechische vosa betekent wesp, ook wel bekend als B.122) is een Tsjecho-Slowaaks dubbeldekker-lesvliegtuig gebouwd door Avia. De B-122 is ontworpen door František Novotný. De eerste vlucht vond plaats in het jaar 1934. In totaal zijn er zo’n 95 à 100 exemplaren gebouwd.

## Geschiedenis
In het voorjaar van 1934 besloot de top van het Tsjecho-Slowaaks leger dat hun luchtmacht piloten zouden meedoen in de internationale luchtacrobatiek competitie Coupe Mondial. Voor dit doel, kreeg de Tsjecho-Slowaakse vliegtuigbouwer Avia de taak een vliegtuig te ontwerpen en te bouwen. Het prototype, de B-122, werd na zes weken gepresenteerd. De Tsjecho-Slowaakse piloten hadden slechts enkele weken om het vliegtuig te leren besturen, want de competitie begon al in juli 1934. Gelukkig voor de Tsjecho-Slowaakse piloten was het ontwerp een aardig succes, gezien de vierde en achtste plaats die ze wisten te behalen.
Na de competitie werd het vliegtuig verbeterd aan de hand van wat de piloten er aan op te merken hadden. Het resultaat was een verbeterde versie; de Ba-122. De Ba-122 werd uitgerust met een groter staartvlak en een sterkere motor. Dit type werd in productie genomen en een totaal van 35 vliegtuigen van dit type werden er geproduceerd. Tijdens de Olympische Zomerspelen in 1936 in Berlijn werden Tsjecho-Slowaakse piloten tweede, derde en achtste met hun Avia’s. Verschillende van deze toestellen waren uitgerust met Walter Pollux 9-cilinders in plaats van de standaard Walter Castor 7-cilinder. Ook 1937 was een succesvol jaar, waarbij Avia de eerste en derde plaats wist te behalen in de Internationale Luchtvaartshow in Zürich in juli en augustus 1937. Deze successen leidde tot orders uit de Sovjet-Unie en Roemenië. Later werd de Ba-122 verder ontwikkeld in de Ba-222, de Ba-322 en de Ba-422. Het Tsjecho-Slowaakse Ministerie van Oorlog plaatste een order voor 45 Bs-122 lesvliegtuigen. De annexatie van Tsjechië door Duitsland aan de vooravond van de Tweede Wereldoorlog stopte een verdere ontwikkeling. Verschillende Avia’s werden door de Luftwaffe opgenomen in 1939. Andere vliegtuigen werden verkocht aan de luchtmachten van vazalstaten Slowakije en Bulgarije.

## Versies
- B-122: Het eerste prototype
- Bs-122: Militaire versie van de B-122
- Ba-122: Verbeterde versie met een Avia Rk-17 motor en groter staartvlak
- Ba-222: Prototype
- Ba-322: Prototype
- Ba-422: Prototype, een tweede werd Ba-422-2 genoemd

## Specificaties (Ba-122)
- Bemanning: 1, de piloot
- Lengte: 8,85 m
- Spanwijdte: 6,80 m
- Vleugeloppervlak: 22,55 m2
- Leeggewicht: 781 kg
- Maximum start gewicht: 1 080 kg

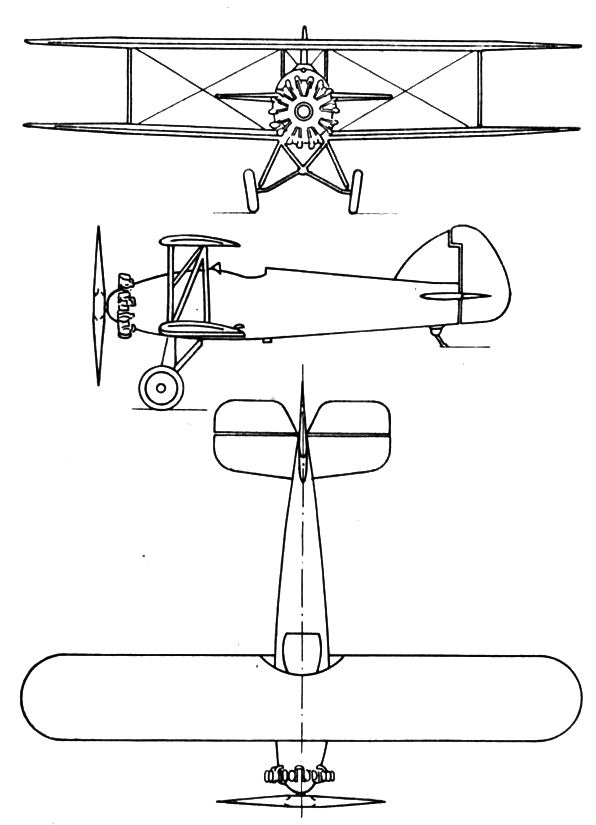
Avia B.122

- Motor: 1× Avia Rk 17, 265 kW (355 pk)
- Maximumsnelheid: 270 km/h
- Kruissnelheid: 230 km/h
- Vliegbereik: 460 km
- Plafond: 7 000 m

## Gebruikers
- Bulgarije – 12 stuks, ex Tsjecho-Slowaaks
- Duitsland – 12 stuks, ex Tsjecho-Slowaaks
- Roemenië
- Slowakije
- Sovjet-Unie – 15 Ba-122’s
- Tsjechoslowakije – 45 Bs-122’s en 35 Ba-122’s